# Sarah Puntigam
Sarah Puntigam (Wenen, 16 oktober 1997) is een Oostenrijks voetbalspeelster. Ze speelt als middenvelder voor Houston Dash in de NSWL.

## Clubcarrière
Puntigam kwam in haar jeugdjaren uit voor USV Gnas en DFC Luv Graz alvorens ze in 2009 in de jeugdopleiding van FC Bayern München terechtkwam. In eerste instantie kwam ze uit voor het tweede elftal actief in de tweede Bundesliga. Op 26 september 2010 maakte ze haar debuut voor het eerste elftal in een met 1-2 gewonnen uitwedstrijd tegen Bayer 04 Leverkusen. Op 1 februari 2013 liet ze FC Bayern München achter zich voor een overstap naar het Zwitserse SC Kriens. Op 6 augustus debuteerde ze in de Zwitserse Super League tegen FC Yverdon. In de zomer van 2014 keerde ze terug in Duitsland bij SC Freiburg.
Vanaf het seizoen 2018/19 kwam Puntigam uit voor het Franse Montpellier HSC. Op 25 augustus 2018 maakte ze haar debuut in de Division 1 Féminine in een wedstrijd tegen Girondins de Bordeaux. Op 5 mei 2022 tekende ze een contract bij 1. FC Köln tot medio 2024. Al eerder werd het contract in onderling overleg ontbonden, waarna Puntigam in 2023 de overstap maakte naar het Amerikaanse Houston Dash.

## Statistieken
| Seizoen | Club                 | Land             | Competitie          | Wedstrijden | Doelpunten |
| ------- | -------------------- | ---------------- | ------------------- | ----------- | ---------- |
| 2009/10 | FC Bayern München II | Duitsland        | Tweede Bundesliga   | 17          | 0          |
| 2010/11 | FC Bayern München II | Duitsland        | Tweede Bundesliga   | 4           | 1          |
| 2011/12 | FC Bayern München II | Duitsland        | Tweede Bundesliga   | 4           | 2          |
| 2010/11 | FC Bayern München    | Duitsland        | Bundesliga          | 13          | 0          |
| 2011/12 | FC Bayern München    | Duitsland        | Bundesliga          | 1           | 0          |
| 2012/13 | FC Bayern München    | Duitsland        | Bundesliga          | 3           | 0          |
| 2014/15 | SC Freiburg          | Duitsland        | Bundesliga          | 18          | 1          |
| 2015/16 | SC Freiburg          | Duitsland        | Bundesliga          | 20          | 2          |
| 2016/17 | SC Freiburg          | Duitsland        | Bundesliga          | 21          | 1          |
| 2017/18 | SC Freiburg          | Duitsland        | Bundesliga          | 20          | 0          |
| 2018/19 | Montpellier HSC      | Frankrijk        | Division 1 Féminine | 17          | 1          |
| 2019/20 | Montpellier HSC      | Frankrijk        | Division 1 Féminine | 16          | 4          |
| 2020/21 | Montpellier HSC      | Frankrijk        | Division 1 Féminine | 17          | 2          |
| 2021/22 | Montpellier HSC      | Frankrijk        | Division 1 Féminine | 21          | 4          |
| 2022/23 | 1. FC Köln           | Duitsland        | Bundesliga          | 21          | 2          |
| 2023    | Houston Dash         | Verenigde Staten | NSWL                | 6           | 0          |
| 2024    | Houston Dash         | Verenigde Staten | NSWL                | 23          | 2          |
| 2025    | Houston Dash         | Verenigde Staten | NSWL                | 0           | 0          |
| Totaal  | Totaal               | Totaal           | Totaal              | 242         | 20         |

Laatste update: 4 april 2025

## Interlandcarrière
Puntigam maakte haar debuut voor het Oostenrijkse nationale team op 4 maart 2009 in een 2-1 overwinning op Wales. Haar eerste twee interlanddoelpunten maakte ze in een 6-0 overwinning op Faeröer op 3 maart 2010. Puntigam maakte onderdeel uit van de Oostenrijkse selectie op het EK 2017. Ze haalde met haar land de halve finale, die na penalty's verloren ging tegen Denemarken.
Op 6 maart 2020 speelde Puntigam haar honderdste interland in een 1-1 gelijkspel tegen Zwitserland. Op 17 september 2021 speelde ze haar 110de interland, waarmee ze Nina Burger passeerde als recordinternational van Oostenrijk.
Puntigam werd eveneens opgenomen in de Oostenrijkse selectie voor op het EK 2022.